# Angela Schönberger
Angela Schönberger (* 17. Februar 1945 in Kaufbeuren) ist eine deutsche Kunsthistorikerin mit den Schwerpunkten Design, Mode, Kunstgewerbe und Architektur.

## Leben und Wirken
Angela Schönberger studierte von 1966 bis 1978 Kunstgeschichte, Archäologie und Psychologie an der Ludwig-Maximilians-Universität München und an der Freien Universität Berlin. Als Tochter des Kunsthistorikers Arno Schönberger (1915–1993) wurde sie früh mit historischen Themen konfrontiert. Im Rahmen ihrer Forschungsarbeit zur Neuen Reichskanzlei und Architektur im Dritten Reich führte sie zwischen 1971 und 1979 persönliche Gespräche mit Albert Speer in Heidelberg. Sie promovierte 1978 bei Tilmann Buddensieg an der FU Berlin mit Die Neue Reichskanzlei von Albert Speer in Berlin. Zum Zusammenhang von nationalsozialistischer Ideologie und Architektur (1981 veröffentlicht). Von 1979 bis 1982 war sie wissenschaftliche Museumsassistentin in Fortbildung bei den Staatlichen Museen zu Berlin (Gemäldegalerie, Kunstgewerbemuseum und Kupferstichkabinett). 1982 bekam sie einen Lehrauftrag am Archäologischen Institut der Freien Universität Berlin zum Thema Faschismus und Antikenrezeption.
Von 1985 bis 2001 war sie Geschäftsführerin und Mitglied des Vorstands des Internationalen Design Zentrum Berlin. Als fachliche Leiterin des Internationalen Design Zentrums Berlin e.V. umfasste ihr Aufgabengebiet die wissenschaftliche Konzeption und Durchführung von Ausstellungen in Berlin, dem Bundesgebiet und im Ausland, von internationalen Kongressen und Symposien, von Weiterbildungsveranstaltungen und Seminaren, Workshops und Entwurfsprojekten, einschließlich Jury-Tätigkeiten und Gremienarbeit in Designinstitutionen und Unternehmen des In- und Auslandes. Nach dem Fall der Mauer und der Wiedervereinigung galt ein Schwerpunkt ihrer Tätigkeit dem Strukturwandel und der Entstehung neuer Produkte in den neuen Bundesländern. Integrierte Entwurfsprojekte mit Kunsthochschulen und Universitäten in Ost- und Westdeutschland waren ein wichtiger Schwerpunkt der Arbeit des Internationalen Design Zentrums.
Vorträge und Tagungen fördern den direkten Austausch innerhalb der Wissenschaften. Sie wurden zu einem Spezialgebiet von Angela Schönberger. Schon 1977 erarbeitete sie gemeinsam mit Berthold Hinz, Hans-Ernst Mittig und Wolfgang Schäche die Konzeption und Organisation der Tagung des Ulmer Vereins – Verband für Kunst- und Kulturwissenschaften zu Faschismus, Kunst und visuelle Medien.
1986 beispielsweise, anlässlich der Eröffnung der Ausstellung Berlin 1900–1933, Architecture and Design, lud das IDZ Berlin gemeinsam mit dem Cooper Hewitt Museum New York zu einem deutsch-amerikanischen Expertensymposium nach New York ein, mit bekannten Designern wie Dieter Rams und Architekten wie Hans Kollhoff, Christoph Langhof, Josef P. Kleihues, Oswald Mathias Ungers, sowie designorientierten Unternehmern, Pressevertretern und Hochschullehrern. Als gegenwartsnahes Beispiel für Schönbergers Vortragsaktivitäten ist die Teilnahme an dem Symposium Annäherungen an Cäsar Pinnau (1906–1988). Person und Werk in kritischer Analyse im Altonaer Museum, Stiftung Historische Museen Hamburg in Kooperation mit der Architektenkammer zu nennen.
Von 2001 bis 2010 war sie Direktorin des Kunstgewerbemuseums, Staatliche Museen zu Berlin, Stiftung Preußischer Kulturbesitz. Zwei Themenkomplexe stehen für ihre Zeit als Direktorin: Schloss Köpenick und der Aufbau des neuen Sammlungsschwerpunktes Mode. Im Mai 2004 konnte Schloss Köpenick nach zehnjähriger Sanierungs- und Umbauphase als Dependance des Kunstgewerbemuseums wieder eröffnet werden. Die barocke Schlossanlage bildet den Rahmen für die Präsentation von Werken der Raumkunst aus Renaissance, Barock und Rokoko. Die museale Präsentation für das historische Ausstellungsgut entwickelte Schönberger in Zusammenarbeit mit dem Ausstellungsdesigner und Bühnenbildner Hans Dieter Schaal. Als 2001 dem Museum die Modesammlung Kamer/Ruf mit rund 1600 Teilen Kostümen angeboten wurde, die die Entwicklung der Mode vom 18. Jahrhundert bis in die 1980er Jahre dokumentiert, setzte sich Schönberger für den Ankauf dieser bedeutenden Sammlung ein, der 2003 mit Unterstützung der Kulturstiftung der Länder sowie Mitteln der Stiftung Preußischer Kulturbesitz erfolgte. Zwei Jahre später, 2005, gelang der Erwerb der Kollektion des Berliner Modeschöpfers Uli Richter (661 Kleider und eine große Anzahl Accessoires) kamen in die Sammlung des Kunstgewerbemuseums. Der Ankauf wurde 2007 mit der Ausstellung Uli Richter, eine Berliner Modegeschichte der Öffentlichkeit vorgestellt.
2010 wechselte Angela Schönberger in den Ruhestand. Seitdem arbeitet sie als freie Autorin/Kuratorin zu Themen der Design- und Architekturgeschichte. 2012 war sie als Wissenschaftliche Beraterin und Interviewpartnerin für die Fernsehdokumentation Hitlers Reichskanzlei tätig, die in der Reihe Geheimnisvolle Orte für den rbb/ARD produziert wurde.

## Designhistorische Projekte und Ausstellungen (Auswahl)
Die Ausstellungen und Projekte wurden unter Angela Schönbergers Verantwortung im Dialog mit den Mitarbeitern und Auftraggebern konzipiert und organisiert.
- 1983 Produkt, Form, Geschichte – 150 Jahre deutsches Design, IDZ Berlin, Ausstellung für das Institut für Auslandsbeziehungen Stuttgart
- 1986 Otto Rudolf Salvisberg. Die andere Moderne (1882–1940), Ausstellung der Eidgenössischen Technischen Hochschule Zürich, Institut für Geschichte und Theorie der Architektur Schweiz (1985), IDZ Berlin
- 1985 Produkt, Form, Geschichte – 150 Jahre deutsches Design, Ausstellung auf dem Messegelände am Funkturm Berlin, ebenso in China, Brasilien, Australien und Kanada in Zusammenarbeit mit dem Goethe-Institut
- 1986 Berlin 1900–1933, Architecture and Design, Ausstellungsprojekt mit Tilmann Buddensieg und Fritz Neumeyer für das Cooper Hewitt Museum in New York
- 1985 Stilwandel – was ist das?, Konzeption Bazon Brock, zum Stilwandel als Kulturtechnik in den Bereichen Design, Mode, Architektur, Werbung und Popkultur, IDZ Berlin (Forumkongress)
- 1986 Design der Zukunft – wie stellt es sich in unseren Köpfen dar?, Konzeption Lucius Burckhardt zur Architektur, Design, Technik und Fragen der Ökologie, IDZ Berlin (Forumkongress)
- 1987 Simulation und Wirklichkeit, zur künstlichen Intelligenz, Robotertechnologie, Computerfilm und -animation, Modellsimulation als Verfahren zur Architekturdarstellung, Konzeption A. Schönberger, IDZ Berlin (Forumkongress)
- 1988 Energien gestalten? Zukunftsforschung für Design und Architektur (Chaostheorie, energiesparende Straßen- und Platzgestaltungen, energiefreundliche Architektur), IDZ Berlin (Forumkongress)
- 1990 Raymond Loewy – Pionier des amerikanischen Industrie Design, Akademie der Künste Berlin, mit weiteren Wanderstationen im Centre Georges Pompidou Paris, Stadtmuseum München, Stedelijk Museum Amsterdam, Design Museum London
- zwischen 1987 und 1989 Berliner Wege – Produkt und Design aus Berlin mit Wanderstationen in Zürich, Stockholm, Barcelona, Ost-Berlin und Warschau
- 1991 Kunststoffe – Fortschritt oder Verhängnis?, IDZ Berlin (Forumkongress)
- 1993 Neue Länder Neue Wege – Produkt und Design einer Wirtschaftsregion im Wandel, Wanderausstellung auf den Messen in Hannover und Frankfurt am Main, in Potsdam, Erfurt, Schwerin, Dresden, Magdeburg, sowie in Rotterdam, Chicago, San Francisco, New York und Toronto
- 1993 Olympia Express – ein integriertes Verkehrskonzept für Berlin IDZ Hochschulprojekt mit gestalterischen Impulsen für den öffentlichen Personennahverkehr
- 1994 Wachstumsimpulse für die neuen Bundesländer, IDZ Berlin
- 1996 Corporate Design – Visualisierte Unternehmenskultur, IDZ Berlin
- 1997 Airports – Entwürfe für einen Flughafen Berlin Brandenburg International IDZ-Hochschulprojekt unter der fachlichen Koordinierung des Architekten Meinhard von Gerkan, erste Anregungen für die Konzeption des neuen Flughafens Berlin Brandenburgs (siehe Publikation)
- 1998 Under Construction – Neue Medien, Neue Märkte, Neues Design, IDZ Berlin
- 2000 Faszination der Marke – neue Herausforderungen an Markengestaltung & Markenpflege im digitalen Zeitalter, IDZ Berlin
- 2005 Laufsteg Mode. Die Sammlung Kamer/Ruf, Kunstgewerbemuseum Berlin
- 2006 In Sachen: c.neeon-Mode aus Berlin – ein junges Berliner Label, Kunstgewerbemuseum Berlin

## Publikationen (Auswahl)
- Die neue Reichskanzlei von Albert Speer. Zum Zusammenhang von nationalsozialistischer Ideologie und Architektur. Gebr. Mann, Berlin 1981, ISBN 3-7861-1263-0 (Dissertation).

Herausgeberschaft:
- Die Dekoration der Gewalt, Kunst und Medien im Faschismus, hrsg. mit Bert Hinz, Hans Mittig, Wolfgang Schäche, Gießen 1979, ISBN 3-87038-058-6.
- Simulation und Wirklichkeit: Design.Architektur.Film.Naturwissenschaften.Ökologie.Ökonomie.Psychologie, hrsg. mit Internationales Design Zentrum Berlin, Köln 1988, ISBN 3-7701-2304-2.
- Raymond Loewy, Pionier des amerikanischen Industrie-Designs, München 1990, ISBN 3-7913-1048-8. Raymond Loewy, Pioneer of American Industrial Design, New York, London 1990, ISBN 3-7913-1066-6. Raymond Loewy, un pionnier du design américain, Paris 1990, ISBN 2-85850-552-7.
- Neue Länder – Neue Wege. Produkt und Design einer Wirtschaftsregion im Wandel, Berlin 1993, ISBN 3-433-02421-9.
- IDZ-Hochschulprojekt Olympia Express, Ein integriertes Verkehrskonzept für Berlin, Berlin 1993, ISBN 3-433-02438-3.
- The East German Take-Off. Economy and Design in Transition, Berlin 1994, ISBN 3-433-02475-8.
- Design im Portrait Neue Bundesländer und Berlin, hrsg. mit Internationales Design Zentrum Berlin, Berlin 1994
- Design Initiative Sanssouci, Deutsche Designkonferenz '94, Wachstumsimpulse für die neuen Bundesländer, Berlin 1994
- Design Initiative Sanssouci, Deutsche Designkonferenz '96, Corporate Design, Visualisierte Unternehmenskultur, Berlin 1996
- Wegbereiter – Innovationen aus Berlin und Brandenburg, Berlin 1997, ISBN 3-433-01552-X.
- Airports – IDZ-Hochschulprojekt – Entwürfe für einen Flughafen Berlin Brandenburg International, Berlin 1997, ISBN 3-433-01635-6.
- Faszination Marke, Neue Herausforderungen an Markengestaltung & Markenpflege im digitalen Zeitalter, hrsg. mit Rudolf Stilcken, Neuwied und Kriftel 2001, ISBN 3-472-04899-9.
- Kunstgewerbemuseum im Schloss Köpenick. Werke der Raumkunst aus Renaissance, Barock und Rokoko, hrsg. mit Lothar Lambacher, München 2004, ISBN 3-7913-3137-X.

## Wissenschaftliche Beiträge (Auswahl)
- Die Neue Reichskanzlei in Berlin von Albert Speer, in: Dekoration der Gewalt. Kunst und Medien im Faschismus, hrsg. von Hinz, Mittig, Schäche, Schönberger, Gießen 1979, S. 163–172, ISBN 3-87038-058-6; in: Politische Architektur in Europa vom Mittelalter bis heute – Repräsentation und Gemeinschaft, hrsg. von Martin Warnke, Köln 1984, S. 247–266, ISBN 3-7701-1532-5.
- Katalogtexte zu Max Beckmann, Hans Bellmer, Pierre Bonnard, Constantin Brancusi, Lovis Corinth, Gustave Courbet, Fernand Léger, in: Ausstellungskatalog: Bilder vom Menschen in der Kunst des Abendlandes, Berlin 1980, S. 170, 171, 192, 348, 350, 351, ISBN 3-7861-1270-3.
- Die Neue Reichskanzlei – Architektur, Technik und Medien im Nationalsozialismus, in: Die Nützlichen Künste, hrsg. von Tilmann Buddensieg und Henning Rogge, Berlin 1981, S. 327–331 ISBN 3-88679-001-0.
- Otto Rudolf Salvisberg im kulturellen Klima Berlins, in: Otto Rudolf Salvisberg (1892–1949)- Die andere Moderne, Zürich 1985, S. 124–127, ISBN 3-85676-025-3.
- Texte vom Biedermeier bis zum Funktionalismus, in: Produkt, Form, Geschichte – 150 Jahre deutsches Design, hrsg. von Heinz Fuchs, Francois Burkhardt, Ausstellung des Instituts für Auslandsbeziehungen Stuttgart, Berlin 1985, S. 108–334, ISBN 3-496-01052-5 (In verschiedenen Sprachen: chinesische Ausgabe 1985, englische Ausgabe 1986, portugiesische Ausgabe 1988, spanische Ausgabe 1988).
- Die Staatsbauten des Tausendjährigen Reiches als vorprogrammierte Ruinen? Zu Albert Speers Ruinenwerttheorie, in: IDEA Werke. Theorien. Dokumente Jahrbuch der Hamburger Kunsthalle VI 1987, hrsg. von Werner Hoffman und Martin Warnke, Hamburg 1987, S. 97–107, ISBN 3-7913-0844-0.
- Es ist eine Lust zu leben, die Geister bewegen sich…, in: Berlin 1900–1933 Architecture and Design, Architektur und Design, hrsg. von Tilmann Buddensieg, mit Beiträgen von Tilmann Buddensieg, Fritz Neumeyer, Angela Schönberger, Michael Esser, New York, Berlin, S. 85–123, LC Number 87–6766, ISBN 0-910503-55-9.
- A propos de l'exposition Les Avant-Gardes du Mobilier: Berlin, in: Berlin – Les Avant-Gardes du Mobilier, Ausstellungskatalog hrsg. von Centre G. Pompidou, Paris 1988, S. 12–16.
- Reverenz an Persius. Das Seideler art'otel in Potsdam, in: Architektur in Berlin, Jahrbuch 1996, hrsg. von Architektenkammer Berlin, S. 116–119, ISBN 3-88506-262-3.
- Ein Geschäftshaus am Roseneck und Über den Dächern von Berlin, in: Architektur in Berlin, Jahrbuch 1992, hrsg. von Architektenkammer Berlin, Hamburg 1992, S. 166–169 und S. 174–175, ISBN 3-88506-205-4.
- Eine audiovisuelle Verkaufswerkstatt. Der Umbau des Ladens Wiesenhavern am Kurfürstendamm 37, in: Architektur in Berlin, Jahrbuch 1993/94, hrsg. von der Architektenkammer Berlin, Hamburg 1994, S. 120–123, ISBN 3-88506-230-5.
- Unter den Linden. Neue Möbel für Berlins gute Stube, in: Architektur in Berlin, Jahrbuch 2000, hrsg. von Architektenkammer Berlin, Hamburg 2000, S. 152–153, ISBN 3-88506-292-5.
- Deutschlands Designzentren und ihre wirtschaftliche und kulturelle Bedeutung, in: Szenenwechsel German Design goes Rocky Mountain High, hrsg. vom Design Zentrum München, Hans Wetcke (Internationale Design Conference in Aspen IDCA 1996), Frankfurt a. M. 1997, S. 128–131, ISBN 3-931317-37-4.
- Glück, Leidenschaft und Verantwortung – Das Kunstgewerbemuseum und seine Sammler, in: Das Geschenk der Kunst – Die Staatlichen Museen und ihre Sammler, Berlin und Wolfratshausen 2005, S. 48–55, ISBN 3-938832-04-5.
- „Präsentation von Werken der Raumkunst aus Renaissance, Barock und Rokoko im wiedereröffneten Schloss Köpenick“, in: Jahrbuch Preußischer Kulturbesitz, Band XL 2003, hrsg. von Klaus-Dieter Lehmann, Gebr. Mann, Berlin 2004, S. 263–275, ISBN 3-7861-2500-7.
- Die Modesammlung Kamer/Ruf, in: Jahrbuch Preußischer Kulturbesitz, Band XLII, hrsg. von Klaus-Dieter Lehmann, Berlin 2006, S. 343–354, ISBN 978-3-7861-2581-5.
- Die Staatsbauten des „Tausendjährigen Reiches“ als Ruinenprojektion? Zu Albert Speers „Ruinenwerttheorie“, in: Denken in Bildern. 31 Positionen zu Kunst, Museum und Wissenschaft, hrsg. von Günther Schauerte und Moritz Wullen, Berlin und Ostfildern 2008, S. 168–175, ISBN 978-3-7757-2324-4.
- Cäsar Pinnau im Planungsstab Speer in: Cäsar Pinnau. Zum Werk eines umstrittenen Architekten, hrsg. von Hans-Jörg Czech, Vanessa Hirsch, Ullrich Schwarz, Hamburg 2016, S. 88–101, ISBN 978-3-86218-089-9.

## Auszeichnungen und Mitgliedschaften
- 2007 Verleihung Die Goldene Nase[4], Ehrenpreis für kreatives, vorbildliches Schaffen im Modemétier. (Die Goldene Nase ist der Preis der Berliner Modejournalisten, der alljährlich (1976–2016) an die Persönlichkeit verliehen wurde, die in diesem Jahr den Besten Riecher in der Mode bewiesen hatten. Gewählt wurde eine Persönlichkeit, die entweder durch kreatives Wirken in der Modestadt hervorstach oder durch Verdienste um die Modestadt Berlin hervorgetreten war.)
- Angela Schönberger ist Mitglied im Stiftungsbeirat des Bröhan-Museums, Mitglied im Vorstand der Mart Stam Gesellschaft, Förderverein der Kunsthochschule Berlin-Weißensee[5], Mitglied in der Kommission zur Vergabe der Elsa-Neumann-Stipendien[6] des Landes Berlin nach dem Nachwuchsförderungsgesetz (NaFöG) und Jurymitglied des Lucky Strike Designer Awards, Hamburg.
- Persönliche Mitgliedschaften: Deutscher Werkbund Berlin e.V.; Julius Lessing Gesellschaft, Verein der Freunde des Kunstgewerbemuseums Berlin e.V.[7]; IDZ Berlin e.V.[8]; Kunstverein KunstHaus Potsdam e.V.[9]